# فوريسوده
فوريسوده (باليابانية: 振袖) هو طراز من الكيمونو وأكثرها رسمية حيث يرتدى في حفلات الزفاف أو طقوس تحضير الشاي من قبل النساء غير المتزوجات في اليابان.
عادة يصنع الفوريسوده من خيوط ناعمة من الحرير ذو الألوان فاتحة، وعادة ما يكون غالي الثمن، وعادة يستأجره الآباء لبناتهم لارتداءه في يوم البلوغ (الاحتفال الرسمي لبلوغ 20 عامًا من العمر). يعبر ارتداء الفوريسوده عن أن الفتاة لا زالت عزباء وأنها بالغة، وبالتالي فهي مؤهلة للزواج.
من الممكن تمييز الفوريسوده بسهولة بسبب أكمامه الواسعة، ومن هذه الأكمام العريضة جاءت كلمة فوريسوده التي تعني حرفياً «الأكمام المتأرجحة».

## معرض صور

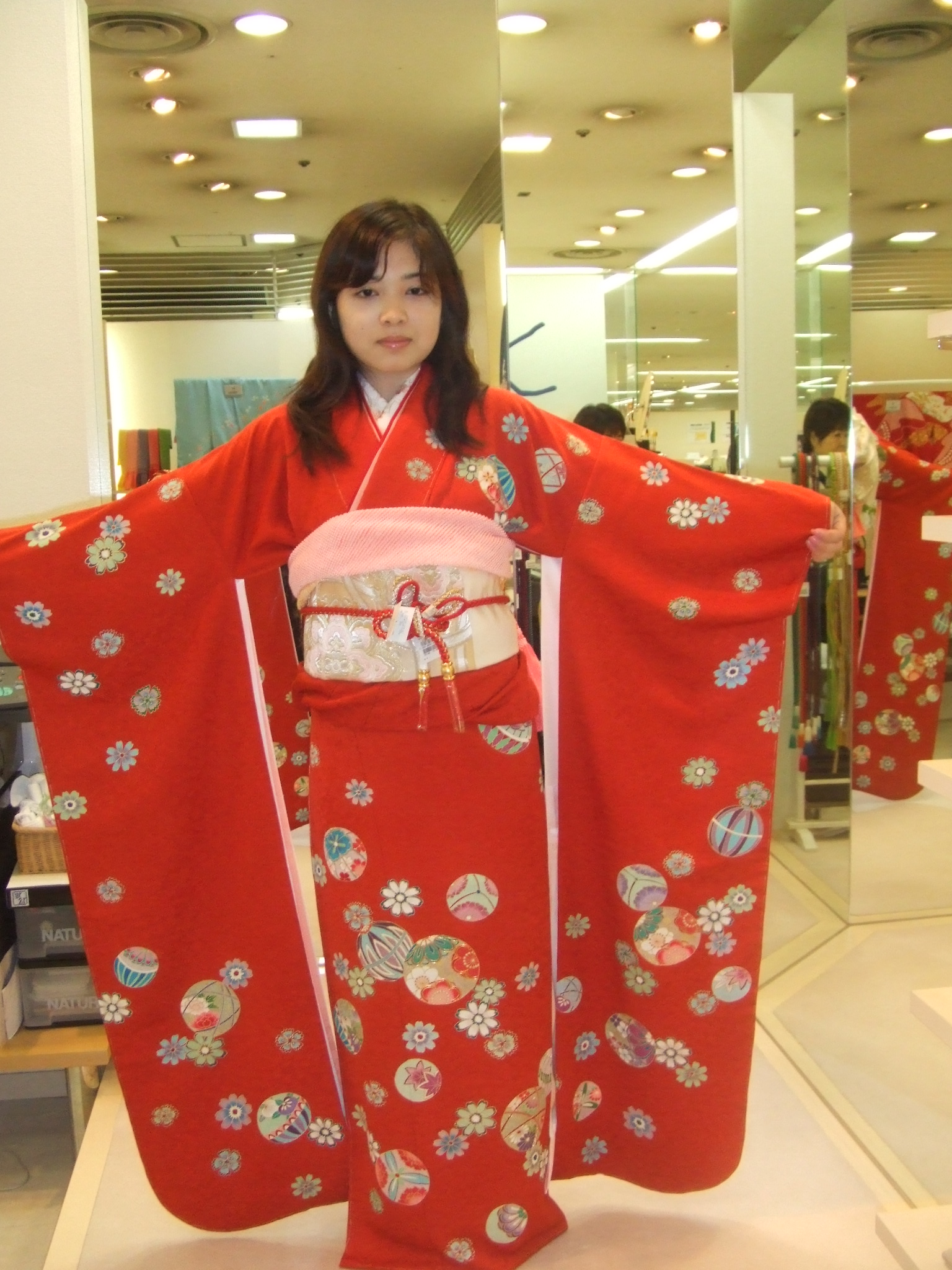
فتاة ترتدي فوريسوده.